# Garga Samhita
La Garga Samhita (sanscrito:  गर्ग संहिता, romanizzato: Garga-saṃhitā) è un testo del visnuismo scritto in lingua sanscrita e basato sulle divinità indù Rādhā e Kṛṣṇa.
La sua paternità è attribuita al saggio Garga, sommo sacerdote dello Yadava, un clan di Kṛṣṇa.  Una Samhita è una collezione di versi, inni, preghiere e mantra.
È il primo testo che associa la coppia Rādhā-Kṛṣṇa e le gopī alla festività religiosa di Holi.

## Capitoli
La Garga Samhita contiene 12 khanda (libri) o parti, suddivisi in 267 capitoli e circa 12.000 versi:
| #  | Khanda (libro)          | Numero dei capitoli | Contenuto |
| -- | ----------------------- | ------------------- | --- |
| 1  | Goloka-khanda           | 20                  | Storia della coppia Rādhā-Kṛṣṇa nel Goloka, struttura del Goloka. |
| 2  | Vrindavana-khanda       | 26                  | Eventi passati di Kṛṣṇa con Rādhā, le gopi e il loro equivalente maschile (i mandriani); identifica varie località (incluso Vrindavan) nella mandala (regione) di Mathura mandala (region) come luoghi di accadimento di questi eventi. |
| 3  | Giriraja-khanda         | 11                  | Divinità del Monte Govardhana e sue festività |
| 4  | Madhurya-khanda         | 24                  | Vita amorosa di Rādhā-Kṛṣṇa a Vrindavan, comprensiva di descrizione della coppia divina, delle gGopi e dela dea Yamuna. |
| 5  | Mathura-khanda          | 25                  | Ritorno di Kṛṣṇa a Mathura e sua uccisione di Kamsa; dialogo tra Uddhava e le gopi |
| 6  | Dvaraka-khanda          | 22                  | Fondazione della città di Dvārakā city, sua descrizione e storia della permanenza di Kṛṣṇa in questo luogo |
| 7  | Vishvajit-khanda        | 50                  | Le gesta di Krishna e la sua divinità, compreso il suo ruolo nella guerra di Kurukṣetra |
| 8  | Balabhadra-khanda       | 13                  | Gesta e divinità di Balarāma |
| 9  | Vijnana-khanda          | 10                  | Istruzioni devozionali per l'adorazione degli dei |
| 10 | Ashvamedha-khanda       | 62                  | rito dell'aśvamedha del re epico Ugrasena; ricongiunzione di Rādhā-Kṛṣṇa presso Vrindavan e dipartita per Goloka |
| 11 | Garga-samhita Mahatmaya | 4                   | Significato della crasi Garga-samhita |